# Gouvernorat de Nouvelle-Castille
1529–1542
Entités précédentes :
- Empire inca

Entités suivantes :
- Vice-royauté du Pérou

Le gouvernorat de Nouvelle-Castille était une région administrative de l'Empire espagnol créée en 1529. Le premier gouverneur fut Francisco Pizarro dont le but était la conquête de l'Empire inca et son incorporation à la Couronne de Castille.

## Historique
Le gouvernorat a été créé le 26 juillet 1529 à la suite de la Capitulation de Tolède entre Pizarro et la reine Isabelle de Portugal, au nom de Charles Quint. Il couvrait la partie de l'Amérique du Sud comprise sur une distance de 200 lieues de long du méridien, à partir de la ville indigène de Tenempuela (également écrit  Teninpulla, Teninpuya ou Santiago) vers le sud. Cette ville se trouvait à l'embouchure du fleuve Santiago (aujourd'hui le fleuve Cayapas), dans la province d'Esmeraldas, aujourd'hui en Équateur (approximativement à 1° 13'N et 79° 03'W). Pizarro a été nommé gouverneur à vie, capitaine général et maire.
Selon la norme utilisée en Castille, chaque degré de longueur équivaut à 17,5 lieues, les 200 lieues équivalent ainsi à 11° 26' de latitude et atteignent un point de la côte du département d'Ancash au sud de Puerto Huarmey au Pérou, à 10° 13'S. La décret de Tolède restait imprécis et indiquait comme limite sud la ville de Chincha (aujourd'hui Chincha Alta), qui est à 13° 27' sud et 76° 08' ouest dans le département d'Ica , c'est-à-dire environ 56 lieues plus au sud que la limite de 200 lieues. À l'est, la limite était également imprécise puisque l'Espagne et le Portugal ne pouvaient s'accorder sur le méridien de la démarcation du traité de Tordesillas de 1494, fixé au 46° 37' ouest.
La controverse sur la limite sud de la Nouvelle-Castille avec la Nouvelle-Tolède servira de casus belli entre les deux conquistadors Pizarro et Almagro.
Le 23 mars 1534, Pizarro s'empare de la ville de Cuzco, capitale de l'Empire inca, et, le 25 avril 1534, il fonda sa première capitale : Santa Fe de Hatun Jauja. Le 18 janvier 1535, il fonda la Cité des Rois (Lima), qui devint la nouvelle capitale de la Nouvelle-Castille. En hommage à sa ville natale, le 5 mars 1535, il fonda Trujillo. Le 12 mars 1535, le capitaine Francisco Pacheco a établi Villa Nueva de San Gregorio de Portoviejo, aujourd'hui Portoviejo. Le 6 décembre 1534, Sebastián de Belalcázar établit la fondation espagnole de la ville de San Francisco de Quito.